# Lex Luthor
Alexander „Lex“ Luthor ist eine von Jerry Siegel und Joe Shuster geschaffene Figur der DC Comics, ein Widersacher Supermans. Lex Luthor trat 1940 das erste Mal im US-Action Comics #23 (April 1940) auf.

## Bedeutung im Laufe der Zeit
Lex Luthor, der normalerweise glatzköpfig dargestellt wird, je nach Version Perücke trägt oder auch rote Haare besitzt, hat zwar keine Superkräfte, doch einen genialen Verstand. Von 1940 bis Anfang der 1980er Jahre war Luthor ein verrückter Wissenschaftler und versuchte, Superman mit Todesstrahlen, robotischen Vernichtungsmaschinen oder mit neuen Formen von Kryptonit in die Knie zu zwingen oder zu vernichten, um Reichtum zu erlangen oder die Weltherrschaft an sich zu reißen.
Ab 1985 wurde das ganze DC-Universum im Zuge der Ereignisse um die Krise der Parallel-Erden komplett neu geordnet und auch Lex Luthor wurde neu orientiert. Luthor wurde vom verrückten Wissenschaftler zum machthungrigen Industriellen. Mit seinem Wirtschaftsimperium LexCorp kontrolliert er beinah die ganze Geschäftswelt von Metropolis. Sogar der Daily Planet, die Zeitung, für die Supermans Alter Ego Clark Kent arbeitet, gehört zu diesem Imperium. Im Jahr 2000 war Lex Luthor sogar Präsident der Vereinigten Staaten.

## Motivation
Der Grund für Luthors Hass auf den Mann von Morgen wird recht unterschiedlich dargestellt. In den ursprünglichen Comics gab es einen Unfall, in welchem Luthor seine Haare verlor, Superman zur Verantwortung zog und ewige Rache schwor. Neuere Versionen stellen Luthor als einen narzisstischen Machtmenschen dar, der es nicht erträgt, dass die Öffentlichkeit Superman mehr verehrt als ihn, und/oder Superman es wagt, ihm Widerstand in seiner Stadt zu leisten (die er hinter den Kulissen kontrolliert). Lex Luthor sieht sich selbst als einen Philanthropen, der sich weigert, vor einem außerirdischen Eroberer auf die Knie zu sinken.

## Biografie

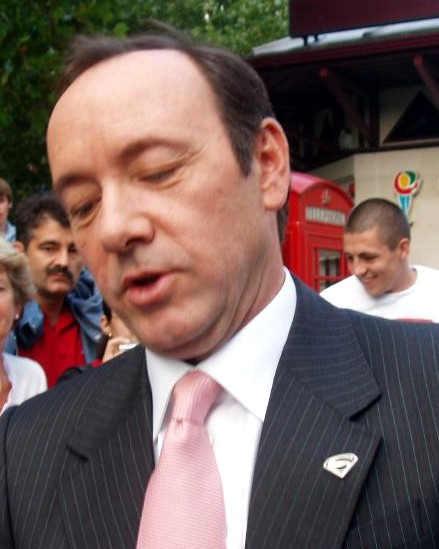
Luthor-Darsteller Kevin Spacey bei der Premiere von Superman Returns in London (2006)

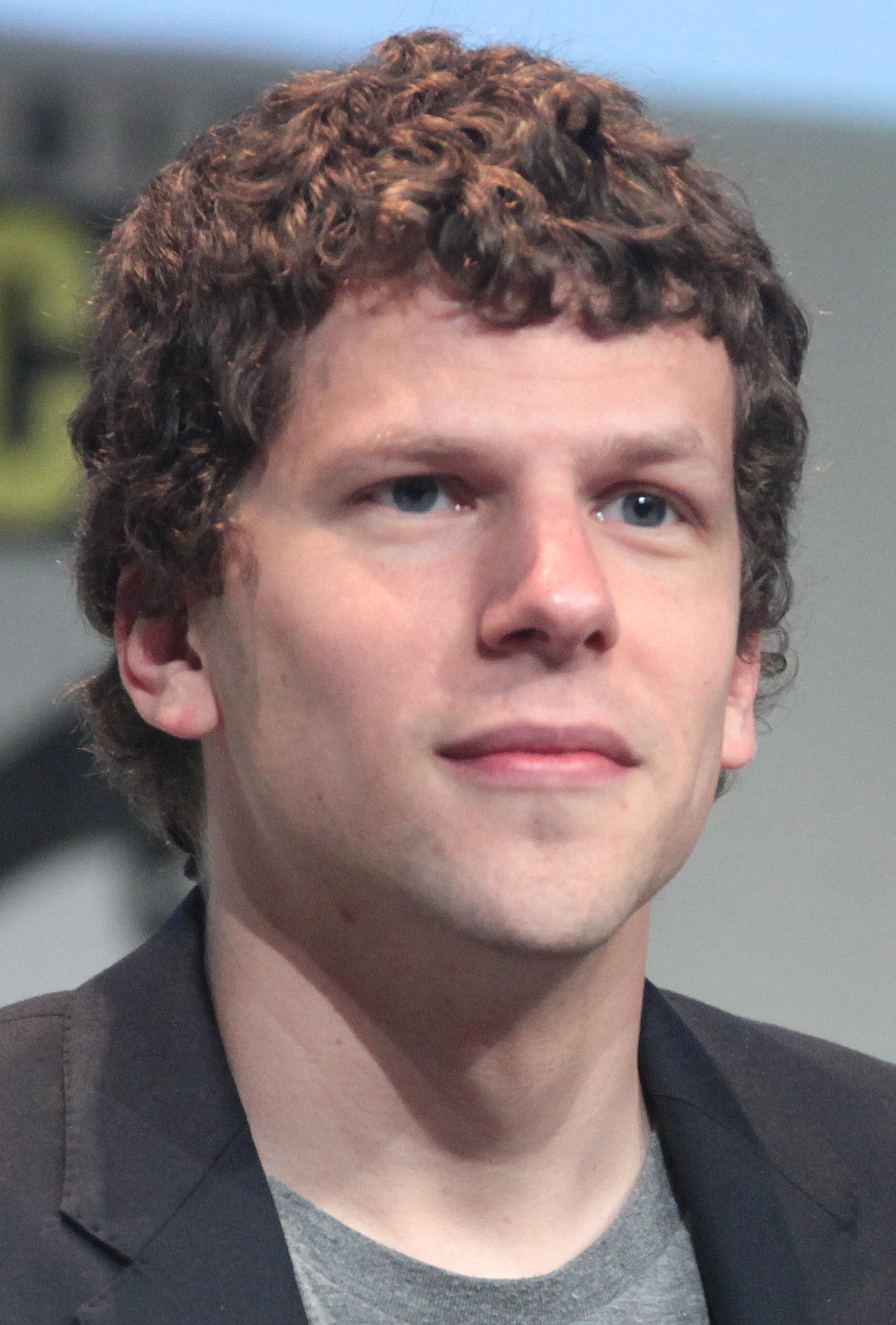
Jesse Eisenberg spielte Lex Luthor Jr. in Batman v Superman: Dawn of Justice (2015)

Lex Luthor entstammt einer alten Familie aus Metropolis, die zum Ende des Zweiten Weltkrieges völlig verarmte. Er selbst wuchs in der ärmsten Gegend Metropolis, den Suicide Slums, auf. Als Lex dreizehn Jahre alt war, kamen seine alkoholabhängigen, hoffnungslos zerstrittenen Eltern bei einem Autounfall ums Leben; die Ursache des Unfalls ist bis heute ungeklärt (bisweilen wird behauptet, Lex hätte seine Finger im Spiel gehabt). Aus der Lebensversicherung seiner Eltern erhielt der junge Luthor 3.000.000 Dollar und kam zu Pflegeeltern, dem Ehepaar Griggs. Bald stellte sich heraus, dass die Griggs, die reihenweise Waisenkinder bei sich aufnahmen, einzig und allein an seinem Geld interessiert waren. Nachdem Lena, eine junge Waise, ums Leben kam, entwickelte sich Luthor, um in dieser feindlichen Umgebung zu überleben, zu dem skrupellosen und zielstrebigen Egomanen, der er heute ist.
Als junger Mann lernte Luthor die Contessa Erica Alexandra del Portenza kennen, mit der er bald ein Verhältnis einging.
Luthor gründete seine Firma LexCorp, die sich innerhalb kürzester Zeit zu einem der einflussreichsten weltweit aktiven Konzerne entwickelte und seine Macht festigte. Lange Zeit war Luthor der mächtigste und einflussreichste Mann in Metropolis. Als geachteter und gefürchteter Geschäftsmann und Oberhaupt von LexCorp kontrollierte er ganz Metropolis, wobei er auch Bestechung, Mord und Terror einsetzte. Zu seinem Imperium gehörten Forschungseinrichtungen genauso wie Fernsehsender und Radiostationen. Luthor gelang es wie keinem anderen, die öffentliche Meinung zu manipulieren und mächtige Leute durch Bestechung auf seine Seite zu bringen. Luthor war im Laufe der Zeit mehrfach verheiratet. Nach eigener Aussage wäre es ihm beinahe gelungen, die Reporterin und spätere große Liebe von Superman, Lois Lane, zu seiner siebten Frau zu machen.
Luthor sah sich selbst als Herz und Seele von Metropolis, bis Superman erschien. Er arrangierte einen Test, um Supermans Fähigkeiten zu erproben und bot ihm anschließend, scheinbar freundlich, eine Partnerschaft an, die Superman jedoch ablehnte. Luthor lernte sehr schnell, dass man Supermans Dienste und Loyalität nicht kaufen kann. Seitdem hat er es sich zum Ziel gesetzt, Superman zu besiegen und seinen alten Platz als mächtigster Mann von Metropolis wieder einzunehmen. Immer wieder versuchte Luthor, ihn zu töten – jedoch erfolglos.
Als der Wissenschaftler Emmet Vale das Material Kryptonit entdeckte, dessen Strahlung Superman schwächt und sogar töten kann, und es als Energiequelle für den Cyborg Metallo verwendete, ließ Luthor Metallo einfangen und aus dem Kryptonit einen Ring anfertigen, um Superman jederzeit in Schach halten zu können. Doch die Strahlung vergiftete mit der Zeit auch Luthor und die Ärztin Gretchen Kelley sah sich schließlich gezwungen, seine Hand zu amputieren und durch eine Prothese zu ersetzen. Als er entdeckte, dass mittlerweile auch der Rest seines Körpers von der Strahlenvergiftung betroffen war, entwickelte Luthor einen diabolischen Plan: Er brach zu einem großen angekündigten Erprobungsflug mit einem Experimentalflugzeug auf und stürzte wie geplant über den Anden ab. Als Superman die Leiche aus dem Wrack geborgen hatte, war er überzeugt, das Kapitel „Lex Luthor“ sei ein für alle Mal abgeschlossen.
Doch Dabney Donovan, ein Wissenschaftler vom Projekt Cadmus, schuf aus dem unverstrahlten Gehirn und den Augen Luthors einen jungen Klon, den er zudem von diversen „Erbfehlern“, wie der Veranlagung zur Kahlköpfigkeit, befreite. Der junge Luthor gab sich als sein eigener, in einem australischen Geheimversteck aufgewachsener Sohn aus und übernahm die Leitung von LexCorp, nach außen hin stets versucht, die Verbrechen seines „Vaters“ wiedergutzumachen.
Er begann eine Beziehung mit Supergirl, die sich durch ihn an ihren Schöpfer, den „guten“ Lex Luthor aus einem anderen Universum, erinnert fühlte. Nach einem Mordversuch an seiner Kampfsporttrainerin Sasha Green enthüllte sein Leibarzt, dass Lex II. in Wirklichkeit der Klon des ersten Luthor war. Gerade als Lois Lane diese Enthüllung publik machen wollte, zerstörte Luthor, der an einem Klon-Virus erkrankt war, in einem großen Kampf den Stadtkern von Metropolis, der jedoch später von Superman und einigen anderen Helden wieder aufgebaut wurde.
Kurz darauf fiel der schwerkranke Luthor ins Koma. Er verbrachte viele Monate in der Obhut von S.T.A.R.-Labs, bis er schließlich mit Hilfe von kryptonischer Technik wiedererweckt werden konnte. Der körperlich stark geschwächte Luthor ging daraufhin einen Pakt mit dem Höllenfürsten Neron ein und erhielt im Austausch für seine Seele wieder einen gesunden, kräftigen Körper. Nur an Haare hatte Luthor bei diesem Handel nicht gedacht.
In der Zwischenzeit hatte die Contessa Erica Alexandra del Portenza die Leitung von LexCorp übernommen. Als Luthor seine alte Bekannte einige Zeit später in einem Casino in Monaco traf, entflammte ihre Liebe aufs Neue und nach einer längeren, heimlichen Beziehung heiraten die beiden. Nach ihrer Hochzeitsreise musste Luthor sich vor Gericht verantworten. Es gelang ihm, einen Freispruch zu erwirken, indem er sich als „echter Lex Luthor“ ausgab und einen „Klon“ für die Verbrechen verantwortlich machte. Seitdem ist Luthor wieder der offizielle Leiter von LexCorp.
Mittlerweile hat er auch seinen Kryptonitring, der sich lange Zeit im Besitz von Batman befand, wiedererlangt. Seine Ehe hielt nur kurz; nachdem die Contessa ihm eine Tochter geschenkt hatte, die Luthor Lena taufte (nach dem einzigen Menschen, den er wirklich geliebt hatte), ließ Luthor die Contessa mit Medikamenten ruhigstellen und in ein künstliches Koma versetzen, sodass er nun das alleinige Sorgerecht für seine Tochter und Erbin besitzt.
Nachdem Luthor das vom Erdbeben zerstörte Gotham City wieder aufgebaut hatte, erklärte er seine Kandidatur für das Amt des Präsidenten. Luthor nutzte den neu erworbenen Ruf als „der Mann, der Gotham rettete“ vollkommen aus. Und sein Ruf und seine Beliebtheit wurde immer besser, selbst ein Attentat einer verrückten Kellnerin konnte ihn nicht stoppen, ganz im Gegenteil, es trug sogar zu seiner Beliebtheit bei.
Als der Wahlkampf in die heiße Phase ging, schloss Lex eine Allianz sowohl mit Aquaman, dem König von Atlantis, als auch mit Batmans Erzfeind Ra’s al Ghul. Schließlich gewann Luthor mit großem Vorsprung die Wahl zum Präsidenten der USA und Superman musste wohl oder übel seinem Erzfeind zu seinem Sieg gratulieren. Während seiner Zeit als Präsident setzte Lex Ra’s al Guls Tochter Talia als neue Geschäftsführerin von LexCorp ein. Für das Amt des Vizepräsidenten ernannte er Clarks Jugendfreund Pete Ross und zu seinem Verteidigungsminister ernannte er Lois Lanes Vater, General Sam Lane.
Viele Superhelden, vor allem Superman und Batman, betrachteten die wachsende Macht Luthors mit Unbehagen. Als Batman in das Weiße Haus einbrach, um sich den Kryptonitring von Luthor zurückzuholen, da er der Meinung war, die Macht der USA, von LexCorp und des Rings sei zu viel für einen Mann, wurde er von Lex erwischt. Er drohte ihm, seine Identität und die all seiner Mitstreiter aufzudecken und ihm alle Macht der USA auf den Hals zu hetzen.

## Film und Fernsehen

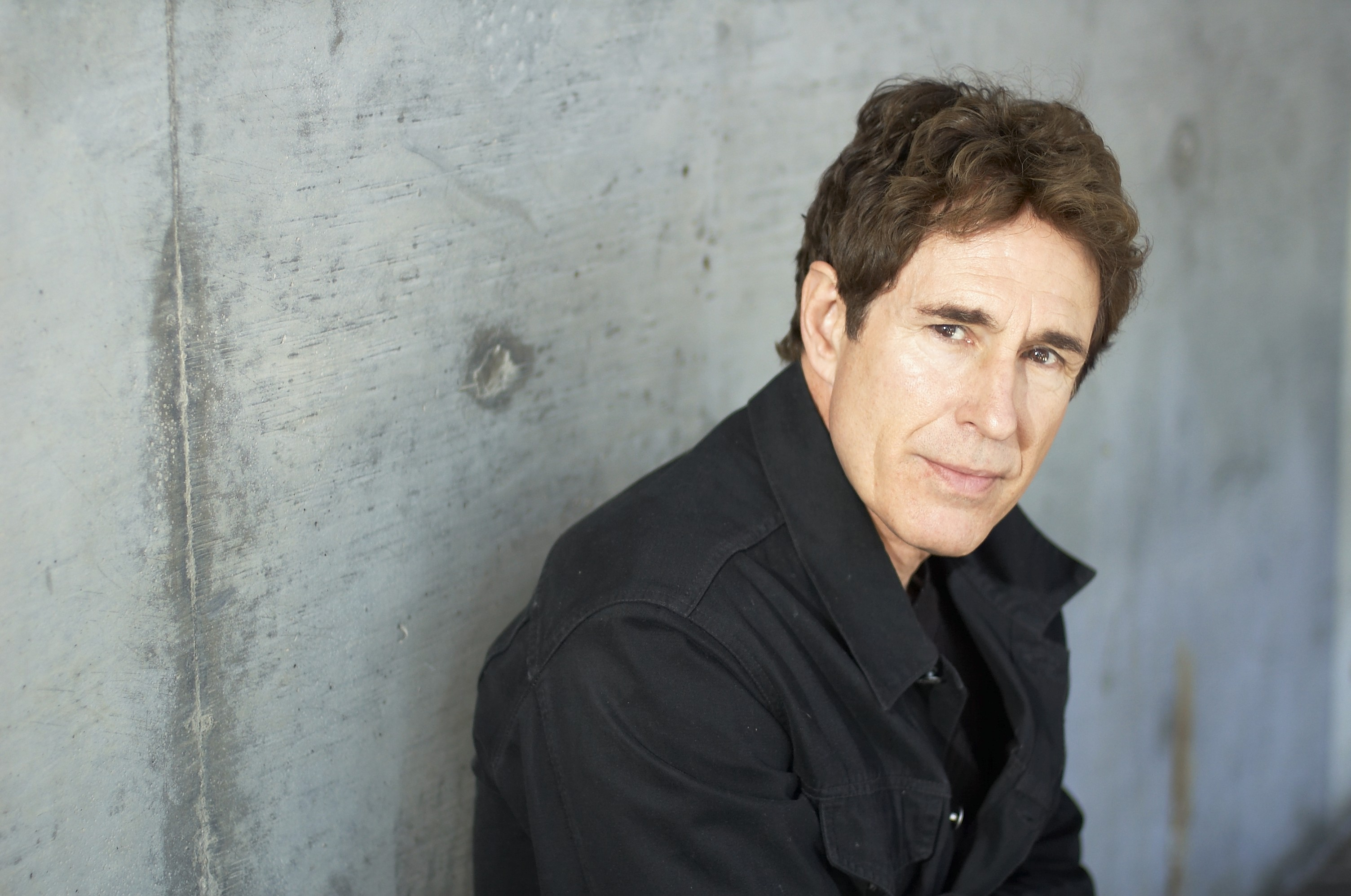
John Shea war Lex Luthor in Superman – Die Abenteuer von Lois & Clark (ca. 2005)

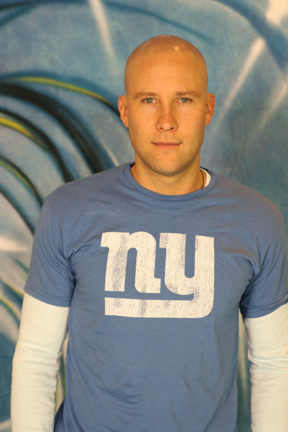
Michael Rosenbaum spielte den jungen Lex Luthor in der Serie Smallville (2006)

Lex Luthor taucht in den Kinofilmen Superman I, Superman II – Allein gegen alle, Superman IV – Die Welt am Abgrund, Superman Returns sowie Batman v Superman: Dawn of Justice auf.
Der Charakter des Lex Luthor wurde auch in vielen Adaptationen des Superman-Comics übernommen. In den Superman-Filmen der späten 1970er- und 1980er-Jahre gab Gene Hackman ihm einen humoristischen Einschlag. In der Fernsehserie Lois und Clark stellte ihn John Shea als aalglatten Geschäftsmann dar. In der Serie Smallville spielt John Glover Alexanders Vater Lionel Luthor, eine der Eigenkreationen der Autoren, während Michael Rosenbaum den jungen Luthor darstellt. In Superman Returns aus dem Jahr 2006 spielt Kevin Spacey seine Rolle. Im Film Batman v Superman: Dawn of Justice aus dem Jahr 2015 wird er von Jesse Eisenberg gespielt. In der Serie Supergirl wird er von Jon Cryer verkörpert.
In den Superman-Zeichentrickserien der 1960er- und 1970er-Jahre tauchte Luthor häufig auf. In der Serie aus dem Jahr 1988 sowie in den Superman-Animationsserien von 1996 nahm Luthor die Rolle des machthungrigen Geschäftsmanns ein, der in krumme Geschäfte verwickelt war, und tat alles, um Superman zu vernichten. 1996 tauchte er schon im Pilotfilm zur Serie auf und war im Laufe dieser Serie für die Einführung verschiedener Elemente verantwortlich. So entdeckte Luthor als erster das Material Kryptonit und war für die Erschaffung zweier Gegner von Superman verantwortlich, den durch Kryptonit angetriebenen Cyborg Metallo und den fehlerhaften Klon von Superman, Bizarro.
In der Fernsehserie Die Liga der Gerechten wird die Geschichte Luthors weiter erzählt. Hier werden Luthors kriminelle Aktivitäten von der Justice League aufgedeckt, und er erkrankt an Krebs, der durch Kryptonit verursacht wurde. Seither trägt Lex eine Art Rüstung, die verhindert, dass der Krebs sich ausbreitet. Später wird er von Brainiac, der sich in seinem Körper aufhielt, vom Krebs geheilt.
Luthor nimmt seine alte Rolle als Wissenschaftler wieder auf und gründet zusammen mit anderen Superschurken die „Injustice Gang“. Nachdem er geholfen hat, eine weltweite Krise abzuwenden, wird Lex von der Regierung begnadigt. Er übernimmt wieder die Leitung von LexCorp und versucht, seine Verbrechen wiedergutzumachen. Doch insgeheim arbeitet Luthor mit der geheimen Regierungsorganisation Projekt Cadmus zusammen und versucht, mit deren Hilfe den Ruf von Superman und der Justice League zu ruinieren. Die Serie endet in der vierten Staffel mit einem Handlungsbogen, in der Lex Luthor vom intelligenten, verbrecherischen Gorilla Grodd als Mitglied seiner Verbrecherorganisation angeheuert wird. Luthor macht zunächst mit, weil er versucht, seine jetzt unterbrochene Verbindung mit Brainiac wiederherzustellen, rebelliert schließlich jedoch und übernimmt selbst die Organisation. Seine Bemühungen, Brainiac wieder zu rekonstruieren, führen dazu, dass Supermans alter Feind Darkseid wieder zum Leben erweckt wird und die Erde angreift. Superhelden und Superschurken müssen sich zusammenraufen, um die Zerstörung der Erde abzuwenden, und ironischerweise ist es Luthor, der die Erde rettet, indem er sich in ein gottgleiches Wesen verwandeln lässt und Darkseid das gibt, wonach er lange gesucht hat: Die Anti-Lebensgleichung. Gesprochen wird Luthor in beiden Serien von dem Schauspieler Clancy Brown.
In der Zeichentrickserie Young Justice ist Luthor eines der Führungsmitglieder einer Organisation namens „the Light“. Und er ist wie in den Comics der menschliche DNS-Spender von Superboy. Gesprochen wird Luthor von dem Schauspieler Mark Rolston.

## Der Name an sich
Es gab immer wieder Diskussionen, wofür „Lex“ als Abkürzung steht. Verschiedene Varianten waren Alexis, Alexei und Alexander. Alexander, nach Alexander dem Großen, ist jedoch der zutreffende Name, so wird er auch von seinem ehemaligen Kindermädchen genannt (zumindest in der Fernsehserie: 1.19). Ursprünglich war Lex aber wahrscheinlich nicht als Abkürzung vorgesehen. Interessant ist die lateinische Bedeutung von lex als Gesetz.
Luthor ist einer von vielen Charakteren in der Welt Supermans, deren Namen eine Alliteration auf LL ist, wie auch Lois Lane, Lucy Lane, Lana Lang, Lionel Luthor und Lori Lemaris.